# 1718 au Canada
Pour un article plus général, voir Chronologie du Canada.
Cet article traite des événements qui se sont produits durant l'année 1718 au Canada.

## Événements
- 21 mars : déclaration royale qui dévalue la monnaie de carte canadienne de 50%[1].
- Fondation de la Nouvelle-Orléans en Louisiane. Cette ville va en devenir la capitale.

## Naissances
- 11 août : Frederick Haldimand, gouverneur de la province de Québec († 5 juin 1791).
- 8 septembre : Joseph Coulon de Villiers, militaire († 28 mai 1754).
- 18 décembre : Étienne-Thomas Girault de Villeneuve, missionnaire jésuite († 8 octobre 1794).

## Décès
- 17 janvier : Madeleine d'Allonne, proche de Robert Cavelier de La Salle et seigneuresse en Ontario (° 1646).
- 18 février : Jean Enjalran, missionnaire jésuite (° 10 octobre 1639).
- 4 août : René Lepage de Sainte-Claire, premier seigneur de Rimouski (° 10 avril 1656).